# Ben Harpur
Ben Harpur (* 12. Januar 1995 in Hamilton, Ontario) ist ein kanadischer Eishockeyspieler, der seit Oktober 2022 bei den New York Rangers aus der National Hockey League (NHL) unter Vertrag steht und parallel für deren Farmteam, das Hartford Wolf Pack, in der American Hockey League (AHL) auf der Position des Verteidigers spielt. Zuvor war Harpur vier Spielzeiten in der Organisation der Ottawa Senators, zwei Jahre bei den Nashville Predators sowie kurzzeitig für die Toronto Maple Leafs in der NHL aktiv.

## Karriere
Ben Harpur spielte in seiner Jugend unter anderem für die Niagara Falls Canucks, bevor er 2011 in der Priority Selection der Ontario Hockey League an 43. Position von den Guelph Storm ausgewählt wurde. Nach 34 Partien in seinem Rookie-Jahr etablierte er sich mit Beginn der Spielzeit 2012/13 als defensiv orientierter Verteidiger bei den Storm und wurde am Ende der Saison im NHL Entry Draft 2013 an 108. Stelle von den Ottawa Senators berücksichtigt. Vorerst kehrte der Kanadier allerdings erwartungsgemäß nach Guelph zurück und gewann mit dem Team in der Spielzeit 2013/14 die OHL-Playoffs um den J. Ross Robertson Cup. Nachdem ihn die Senators im November 2014 mit einem Einstiegsvertrag ausgestattet hatten, gaben ihn die Guelph Storm knapp zwei Monate später innerhalb der OHL im Rahmen eines mehrere Spieler und Draft-Wahlrechte umfassenden Transfers an die Barrie Colts ab. Bei den Colts beendete er die Saison und wechselte anschließend in die Organisation der Senators.
Vorerst wurde Harpur hauptsächlich bei Ottawas Farmteams eingesetzt, vor allem bei den Binghamton Senators aus der zweitklassigen American Hockey League (AHL), aber auch bei den Evansville IceMen aus der drittklassigen ECHL. Parallel dazu gab der Abwehrspieler im Januar 2016 sein Debüt für die Senators in der National Hockey League (NHL). Die Saison 2016/17 verbrachte er ebenfalls größtenteils in der AHL und stand nur sporadisch in der NHL auf dem Eis, absolvierte allerdings neun Partien im Rahmen der Stanley-Cup-Playoffs 2017. Mit Beginn der Saison 2017/18 erhielt Harpur mehr Eiszeit in der NHL, wechselte aber weiterhin regelmäßig in die AHL, zum neuen Farmteam Ottawas, den Belleville Senators. Ferner unterzeichnete er im Februar 2018 einen neuen Zweijahresvertrag in der kanadischen Hauptstadt und etablierte sich in der Folge in der NHL. Anfang Juli 2019 wurde er jedoch dann gemeinsam mit Cody Ceci, Aaron Luchuk und einem Drittrunden-Wahlrecht im NHL Entry Draft 2020 zu den Toronto Maple Leafs transferiert. Diese gaben im Gegenzug Nikita Saizew, Connor Brown und Michael Carcone an Ottawa ab.
In Toronto stand Harpur bis Februar 2020 ausschließlich für die Marlies in der AHL auf dem Eis, ehe er im Tausch für Miikka Salomäki an die Nashville Predators abgegeben wurde. Bei den Predators war der Verteidiger zwei Spielzeiten lang aktiv. Nachdem der Kanadier über den Sommer 2022 zunächst keinen neuen Arbeitgeber in der NHL gefunden hatte, erhielt er Ende Oktober über einen Probevertrag beim Hartford Wolf Pack aus der AHL einen festen Kontrakt bei deren NHL-Kooperationspartner New York Rangers.

## Erfolge und Auszeichnungen
- 2014 J.-Ross-Robertson-Cup-Gewinn mit den Guelph Storm

## Karrierestatistik
Stand: Ende der Saison 2023/24